# Gonomyia dosis
Gonomyia dosis är en tvåvingeart som beskrevs av Alexander 1955. Gonomyia dosis ingår i släktet Gonomyia och familjen småharkrankar.
Artens utbredningsområde är Madagaskar. Inga underarter finns listade i Catalogue of Life.